# Zumarraga (Samar)
Zumarraga é um município de  quinta classe de renda municipal (d) na província Samar, nas Filipinas. De acordo com o censo de 1 de maio  de  2020 possui uma população de 16 279 pessoas e 3 606 domicílios.